# Ramuald Klim

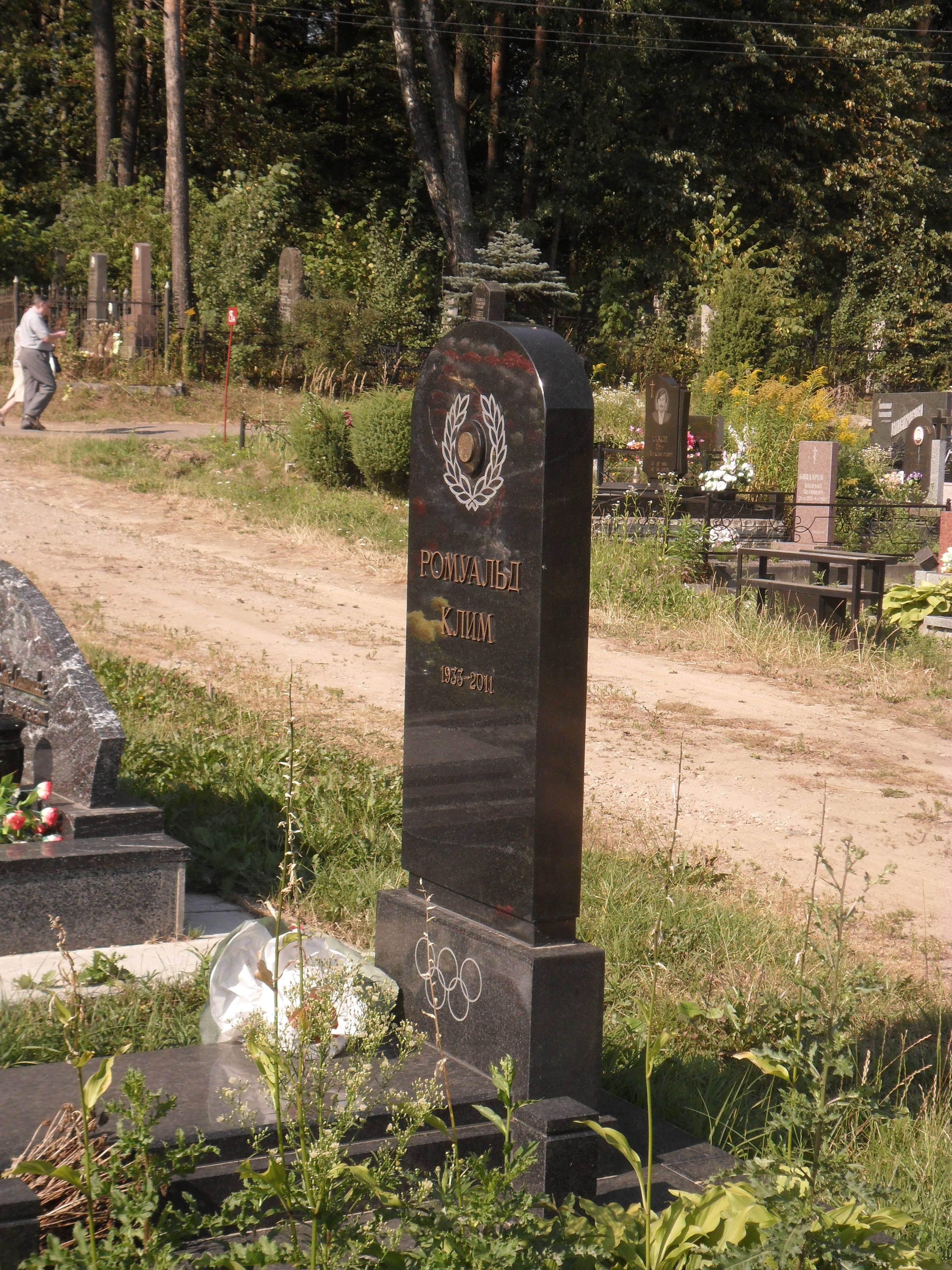
Grabstätte von Ramuald Klim

Ramuald Iossifawitsch Klim (belarussisch Рамуальд Іосіфавіч Клім, russisch Ромуальд Иосифович Клим Romuald Iossifowitsch Klim; * 25. Mai 1933 in Chwojewo, bei Njaswisch, BSSR; † 28. Mai 2011 in Minsk) war ein sowjetisch-belarussischer Hammerwerfer. Er wurde 1964 Olympiasieger und 1966 Europameister und war zudem Inhaber des Weltrekordes in seiner Disziplin.

## Sportliche Laufbahn
Ramuald Klim wollte ursprünglich Offizier bei der Ostseeflotte werden, wurde jedoch als untauglich befunden. So begann er eine Ausbildung am Belarussischen Staatlichen Institut für Körperkultur, wo er der von Jewgeni Schukewitsch, dem Trainer des berühmten Hammerwerfers Michail Kriwonosow, geleiteten Abteilung Werfer beitrat. Nachdem er mit Kugel und Diskus auf Weiten von 12 bzw. 37 m gekommen war, zeigte sich, dass seine eigentliche Begabung im Hammerwurf lag. Obwohl seine Leistungen beim Krafttraining nicht überragend waren – im Reißen und Stoßen brachte er mit 75 bzw. 130 kg rund 40 kg weniger zur Hochstrecke als seine Kollegen – versicherte ihm sein Trainer immer wieder, nicht die rohe Kraft, sondern die Rhythmik sei für einen Hammerwerfer entscheidend. Bis Klim sie beherrschte, vergingen jedoch einige Jahre: Erst 1963, als er bereits 30 Jahre alt war, wurde er in die Nationalmannschaft aufgenommen. Von nun an ging es steil aufwärts. Bei den Olympischen Spielen 1964 in Tokio warf Klim in der Qualifikation mit 67,10 m olympischen Rekord und steigerte sich im Finale auf 69,74 m, was den Gewinn der Goldmedaille vor seinem künftigen Erzrivalen Gyula Zsivótzky bedeutete. In den folgenden Jahren trafen Klim und der Ungar insgesamt neun Mal aufeinander – der Sieger hieß jedes Mal Ramuald Klim. Auch bei den Europameisterschaften 1966 in Budapest hatte Klim mit seinem Siegeswurf von 70,02 m 1,40 Meter Vorsprung vor Zsivótzky. So galt der Belarusse als Favorit für die Olympischen Spiele 1968 in Mexiko-Stadt. Dort war jedoch einmal der Ungar siegreich: Auf die von Klim im 4. Versuch erzielten 73,28 m konterte der Ungar mit 73,36 m. Für Klim blieb damit die Silbermedaille. Das entmutigte den inzwischen 35-jährigen jedoch keineswegs. Er verschärfte sein Training und erzielte im darauffolgenden Jahr 1969 nicht weniger als zehnmal Weiten über 71 Meter. Am 13. Juni 1969 gelang ihm in Budapest im wahrsten Sinne des Wortes der große Wurf, als der Hammer bei 74,52 m zu Boden ging. Damit war Klim Weltrekordler – allerdings nur für 3 Monate. Bei den Europameisterschaften 1969 in Athen begann die Erfolgsserie von Anatolij Bondartschuk aus der Ukraine, der mit 74,68 m 16 cm weiter warf als Klims Bestmarke und damit die Goldmedaille von Klim gewann, der sich mit einem Wurf auf 72,74 m die Silbermedaille sicherte. Zwei Jahre später erreichte er bei den Europameisterschaften in Helsinki mit 38 Jahren und einer Weite von 70,64 m den vierten Platz. Anschließend beendete er im Jahr 1973 nach mehr als zehn Jahren seine Laufbahn als aktiver Athlet.
In den Jahren von 1966 bis 1968 sowie 1971 wurde Klim sowjetischer Meister im Hammerwurf. Er bestritt auch Wettkämpfe im Gewichtweitwurf und stellte seine Bestleistung von 21,19 m am 24. März 1969 in Minsk auf.

## Karriere
Ramuald Klim arbeitete zunächst als Sportlehrer an der Landwirtschaftlichen Akademie in Horki bei Mahiljou. Anschließend wechselte er an die Kinder- und Jugend-Sportschule in Wizebsk, wo auch sein Trainer tätig war. Nach Beendigung seiner aktiven Laufbahn wurde er Werfertrainer beim Armeesportklub des Militärbezirks Belarus. 1989 verließ er die Streitkräfte im Rang eines Oberstleutnants und nahm eine Tätigkeit als Sportlehrer an der Akademie für Körpererziehung und Sport in Minsk auf.

## Persönliches
Klim war verheiratet und Vater zweier Kinder. Er verstarb am 28. Mai 2011 im Alter von 78 Jahren in Minsk.

## Leistungsentwicklung
| Jahr      | 1960  | 1963  | 1964  | 1965  | 1966  | 1967  | 1968  | 1969  |
| Weite (m) | 64,16 | 67,91 | 69,74 | 71,02 | 71,46 | 70,70 | 73,54 | 74,52 |

## Auszeichnungen
- Ehrenzeichen der Sowjetunion: 1965
- Verdienter Trainer der UdSSR: 1983
- Seit 1976 wird in Minsk alljährlich ein Werferturnier um den Ramuald-Klim-Preis ausgetragen.